# Rybczewice (gmina)
Pour les articles homonymes, voir Rybczewice.
Rybczewice est une gmina rurale (gmina wiejska) du powiat de Świdnik, dans la Voïvodie de Lublin, dans l'est de la Pologne.
Son siège administratif (chef-lieu) est le village de Rybczewice, qui se situe environ 24 kilomètres (km) au sud-est de Świdnik (siège du powiat) et 32 kilomètres au sud-est de la capitale régionale Lublin (capitale de la voïvodie).
La gmina couvre une superficie de 99,09 km2 pour une population de 3 931 habitants en 2006.

## Histoire
De 1975 à 1998, la gmina est attachée administrativement à l'ancienne voïvodie de Lublin.

Depuis 1999, elle fait partie de la nouvelle voïvodie de Lublin.

## Géographie
La gmina inclut les villages (sołectwa) de:

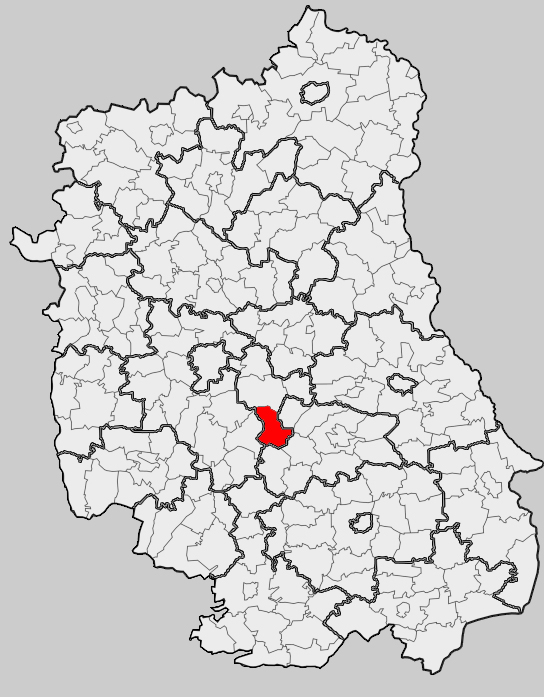
Position de la gmina dans la voïvodie

- Bazar
- Choiny
- Częstoborowice
- Izdebno
- Izdebno-Kolonia
- Pilaszkowice Drugie
- Pilaszkowice Pierwsze
- Podizdebno
- Rybczewice
- Rybczewice Pierwsze
- Stryjno Drugie
- Stryjno Pierwsze
- Stryjno-Kolonia
- Wygnanowice
- Zygmuntów

### Gminy voisines
La gmina de Rybczewice est voisine des gminy de:
- Fajsławice
- Gorzków
- Krzczonów
- Łopiennik Górny
- Piaski
- Żółkiewka

## Structure du terrain
D'après les données de 2002, la superficie de la commune de Rybczewice est de 99,09 kilomètres carrés, répartis comme telle :
- terres agricoles : 86%
- forêts : 10%

La commune représente 21,13% de la superficie du powiat.

## Démographie
Données du 30 juin 2004:
| Description        | Total  | Total | Femmes | Femmes | Hommes | Hommes |
| ------------------ | ------ | ----- | ------ | ------ | ------ | ------ |
| Unité              | Nombre | %     | Nombre | %      | Nombre | %      |
| Population         | 3 999  | 100   | 2 087  | 52,2   | 1 912  | 47,8   |
| Densité (hab./km²) | 40,4   | 40,4  | 21,1   | 21,1   | 19,3   | 19,3   |